# 박경두
박경두(朴倞杜, 1984년 8월 3일 ~ )는 대한민국의 펜싱 선수로 주 종목은 에페이다. 2009년부터 국가대표로 출전하고 있다. 2012년 하계 올림픽 남자 에페 개인전에 출전하였으나, 우즈베키스탄의 루슬란 쿠다예프에 9-15로 패하며 첫 라운드에 탈락하였다.